# Garrulax
Garrulax é um gênero da família Leiothrichidae.

## Espécies
O gênero contém as seguintes 14 espécies:
- Garrulax monileger
- Garrulax rufifrons
- Garrulax leucolophus
- Garrulax milleti
- Garrulax bicolor
- Garrulax strepitans
- Garrulax ferrarius
- Garrulax maesi
- Garrulax castanotis
- Garrulax palliatus
- Garrulax canorus
- Garrulax taewanus
- Garrulax merulinus
- Garrulax annamensis